# Подборная (Пермский край)
Подборная — деревня в Ильинском районе Пермского края России. Входит в состав Сретенского сельского поселения.

## История
В 1968 г. указом президиума ВС РСФСР деревню при площадке рейда переименова в Подборная.

## Население
| 2010 |
| ---- |
| 5    |